# Albert Houtart
Pour les articles homonymes, voir Houtart.
Le baron Albert Houtart, né le 13 décembre 1887 à Bruxelles où il est mort le 7 février 1951, est un homme politique belge, ancien gouverneur du Brabant.

## Biographie
Fils de Franz Houtart et de Marie Louise van der Straeten, petit-fils de François Houtart-Cossée, il fait des études de droit à l'Université de Louvain. Nommé substitut du procureur du Roi à Bruxelles en 1920, il devient substitut du procureur général en 1930. 
Catholique, il est nommé gouverneur du Brabant le 7 février 1935 grâce au soutien du comte Henry Carton de Wiart, dont il est le gendre. 
Durant la seconde Guerre mondiale, l'occupant souhaite s'appuyer sur ses services pour procéder à l'arrestation des Juifs. Comme Jules Coelst, il s'oppose au fait que la police bruxelloise y soit mêlée et parvient à convaincre le secrétaire de Gérard Romsée de tenir la même position auprès d'Alexander von Falkenhausen. En protestation à la création du Groß-Brüssel, il se retire de ses fonctions en septembre 1942.
Après la Seconde Guerre mondiale, il reprend ses fonctions mais est bientôt mis en disponibilité et nommé gouverneur honoraire.